# 拉廊
拉廊位于泰国中部安达曼海畔，是拉廊府的首府。